# 조선총독부 도서관
조선총독부 도서관은 1923년 조선총독부가 만든 도서관이다. 일제 패망 이후 한국인 사서들은 일제가 맘대로 장서를 가져가지 못하도록 지켰고, 일본인 사서 및 미군정과 협의하여 모든 장서가 국립중앙도서관으로 승계되었다.